# Brita Lovén
Brita Irene Elisabet Lovén (även "Britta" och "Löven"), gift Westerholm, född 2 juli 1912 i Näsums församling, Kristianstads län, död 21 april 1981 i Oscars församling, Stockholm, var en svensk friidrottare med löpgrenar som huvudgren. Lovén var en pionjär inom damidrott, hon blev bronsmedaljör vid den tredje damolympiaden 1930.

## Biografi
Brita Lovén föddes 1912 i Näsum som 1 av 7 döttrar (systern Idun blev senare konstnär) till seminarieläraren Sam Lovén och dennes fru Zidonia Bengtsson. Familjen flyttade senare till Linköping. Brita blev tidigt intresserad av idrott, i barndomen var hon duktig skidåkare. Senare började hon med friidrott där hon främst  tävlade i medeldistanslöpning och gick med i idrottsföreningen Linköpings AIK. Hon tävlade för föreningen under hela sin aktiva tid.
Lovén deltog i flera svenska mästerskap, hennes främsta resultat blev en silverplats i löpning 800 meter vid SM 1930 i Norrköping. Denna prestation omnämns bland annat i tidningen Damsporten i Ord och Bild.
Lovén deltog  vid den tredje damolympiaden 6–8 september 1930 i Prag, under idrottsspelen vann hon bronsmedalj  i löpning 800 meter. Alla deltagare erhöll en särskild minnesmedalj.
Senare övergick hon till att spela bandy, i början på 1930-talet drog hon sig tillbaka helt från tävlingslivet. Hon är begravd på Matteus kyrkogård i Norrköping.